# Prova de malalties víriques
Un prova de malalties víriques és l'ús d'una varietat de tècniques de prova per a una varietat de propòsits, incloent condicions de diagnòstic, l'avaluació de la immunitat i la comprensió de la prevalença de la malaltia. Els enfocaments primaris inclouen proves d'ADN/ARN, proves serològiques i proves d'antigen. S'empren per poder detectar, entre altres: SARS-CoV-2, SARS, H1N1, MERS coronavirus, Ebola…

## COVID 19
El març de 2020 Abbott va rebre l'autorització d'ús d'emergència (EUA) per la seva prova d'àcid isotèrmic nucleics per SARS-CoV-2. Produeix resultats de prova en 5 minuts utilitzant el seu ID ara sistema de proba portàtil. També va rebre l'EUA per la seva prova d'àcid nucleics de laboratori basat en M2000 per a SARS-CoV-2.
A l'abril de 2020, Abbott va rebre l'EUA per la prova d'anticòs ARCHITECT IgG per a SARS-CoV-2. també a l'abril, l'ID d'Abbott es va informar que tenia una sensibilitat del 85,2%. un estudi posterior va trobar sensibilitat de només el 52%, induint a la FDA a emetre una alerta. Un estudi diferent va trobar una sensibilitat del 91%. El Regne Unit va gastar $20.000.000 per proves d'anticossos que van resultar ser defectuoses.
El maig de 2020, una prova d'antigen ràpid de Quidel Corporation va rebre a EUA per detectar el SARS-COV-2. els resultats de les proves es deien que estaven disponibles al punt d'atenció en un termini de 15 minuts. la sensibilitat és del 85%. també el maig de 2020, es va aprovar una prova genètica CRISPR per a ús d'emergència que va reclamar la selectivitat del 100% i la sensibilitat del 97,5%. Aquell mes Abbott va rebre l'EUA per la seva prova d'anticossos de l'alinity per al SARS-CoV-2. L'empresa va reclamar 100% de sensibilitat i 99,6% d'especificitat per als pacients provats 14 dies després de començar els símptomes. Una altra ressenya va trobar que la precisió de les proves de PCR depenia de l'interval entre la infecció i la prova. Immediatament després de la infecció, la sensibilitat va ser de 0, pujant a 80% després de tres dies i després disminuint després.
Al maig 2020 la FDA va retirar l'aprovació per 29 de 41 proves d'anticossos per als quals havia donat EUAs.

## Tipus

### Test d'ADN/ARN
Les proves d'ADN víric poden buscar l'ADN o l'ARN. En el cas dels virus d'ARN normalment utilitzen reaccions en cadena de la transcriptasa inversa per multiplicar la quantitat de material genètic en una petita mostra en una quantitat que és mesurable. El material genètic generalment es pren del nas/sinus. Un estudi va trobar que la sensibilitat clínica va ser trobada des del 66-80%. una altra precisió va trobar del 70%.
Una forma més nova utilitza CRISPR per a obtenir un resultat de la prova sense necessitat d'equips de laboratori. La prova reacciona amb material genètic per produir un senyal visible sense necessitat d'amplificació.

### Test serològic
Les proves serològiques busquen la presència d'anticossos en una mostra de prova. Els anticossos són materials que el cos produeix per lluitar contra una infecció. Els anticossos primaris buscats en les proves víriques són IgE i IgG.

### Test d'antigen ràpid
Un test d'antigen ràpid cerca ràpidament antígens, fragments de proteïnes que es troben a la superfície o dins d'un virus. Les proves d'antigen es poden analitzar en pocs minuts. Els tests d'antigen són menys precisos que les proves de PCR. Té una baixa taxa positiva falsa, però una taxa de falsos negatius més alta. Un resultat negatiu de la prova pot requerir confirmació amb una prova de PCR. Els defensors afirmen que les proves d'antigen són menys cars i es poden ampliar més ràpidament que els tests de PCR. Les proves d'antigen estan disponibles per a una varietat de condicions, incloent-hi Streptococcus, influenza, Giardia, ebola i Helicobacter pylori. Els antígens es poden detectar a través de sang, orina o femta.

### Imatge
La imatge, com la tomografia computada, es pot utilitzar per informar d'un procés de diagnòstic. Els CT escaneja són considerablement més cars que les proves d'àcid nucleics i impliquen una petita dosi de radiació. Per SARS-CoV-2, són vistos com l'eina de diagnosi més acurada, perquè la malaltia crea irregular "vidre de got" àrees en els pulmons que són revelats per un escanejar. Un estudi va trobar un 97% de sensibilitat.

## Precisió
La precisió es mesura en termes d'especificitat i selectivitat. Els errors de prova poden venir positius falsos (la prova és positiva, però el virus no és present) o falsos negatius (la prova és negativa, però el virus és present).
L'especificitat indica el ben apuntat que la prova és per al virus en qüestió. Proves molt específiques recollir només el virus en qüestió. Les proves no selectives també recollirà altres virus. Una prova específica del 90% identificarà correctament el 90% dels que no estan infectats, deixant un 10% amb un resultat positiu fals.